# Bayamo
San Salvador de Bayamo o Bayamo es una ciudad y municipio de Cuba, capital de la provincia de Granma en el oriente de la isla. Conocida como «la Segunda Villa de Cuba» o «La ciudad de los coches», es reconocida como "la más limpia" del país.
El himno nacional de Cuba fue escrito en esa ciudad y hace una alusión directa a los habitantes de la misma específicamente en el inicio:
"Al combate, corred, bayameses…".

## Etimología
Según los historiadores locales, el nombre de "Bayamo" tiene dos orígenes posibles:
- La primera tendencia lo vincula al nombre del Cacique que lideraba en la zona.
- La otra vincula el origen del nombre a la presencia de una de las variedades de especies del "bayam" llamado "árbol de la sabiduría", que podría ser bayam cítrico o bayam áureo, ambos son frondosos brindado buena sombra.

## Historia
La villa San Salvador de Bayamo fue fundada el 5 de noviembre de 1513 por Diego Velázquez siendo la segunda villa en ser fundada en la isla por los colonizadores.
Francisco Iznaga, rico propietario de origen vasco asentado en la región oriental de Cuba durante los primeros decenios de la colonización de la isla, fue elegido regidor de la villa de Bayamo en 1540. Debido a las condiciones de navegación que permitía el Río Bayamo, la villa floreció rápidamente, a la par de Santiago de Cuba, por aquel entonces capital de la colonia.
En el siglo XIX, los cubanos se organizaron en logias masónicas para poder conspirar contra el Imperio español sin levantar sospechas. Bayamo pasó a ser un sitio fundamental dentro del pensamiento independentista cubano, al comenzar el desarrollo del movimiento que el 10 de octubre de 1868 iniciado en La Demajagua, cuando pasó a ser la primera capital de la República de Cuba en Armas y se cantó por primera vez el himno nacional de Cuba, el 20 de octubre de ese año. Carlos Manuel de Céspedes, padre de la patria cubana, presentó allí la bandera de la república en armas y que es la que hoy representa la Asamblea Nacional del Poder Popular.
El 12 de enero de 1869, sus habitantes prefirieron quemar la ciudad antes que entregarla al ejército colonial español, hecho trascendental de la historia de Cuba. 
En las posteriores etapas de lucha por la liberación nacional, los bayameses siguieron integrándose y destacándose dentro del Ejército Libertador.

## Época republicana y lucha revolucionaria
Ya en la época republicana, Gerardo Machado escogió esta ciudad como uno de los puntos principales en sus proyectos de obras públicas, por lo que fue incluida en la carretera central nacional.
El hecho de ser un punto clave en la comunicación hacia Santiago de Cuba, fue aprovechado por los jóvenes de la Generación del Centenario y el 26 de julio de 1953, este grupo, comandado por Fidel Castro, intentó la toma del Cuartel Moncada el  más importante de Santiago, fracasando en el intento.
No obstante, en la última etapa de lucha de la Revolución, Bayamo se destacó dentro del movimiento clandestino, hecho determinado en gran medida por ser una de las ciudades más cercanas a la Sierra Maestra y que la convirtió en un hervidero de atentados y manifestaciones.

## Después de la revolución
Ya con la revolución cubana en el poder, Bayamo continuó su desarrollo convirtiéndose en la ciudad más importante de la región del Cauto.
En 1976, con motivo de la nueva división político-administrativa, pasó a ser declarada Capital provincial. 
En 1982, con motivo del otorgamiento a Granma de la sede para la celebración central del XXIX Aniversario del Asalto al Moncada, fue inaugurada la "Plaza de la Patria", monumental obra arquitectónica remodelada y ampliada en el 2006, con el mismo motivo. Ambos actos estuvieron presididos por Fidel Castro.

## La ciudad histórica
Los bayameses, siempre se han caracterizado por su amor a la ciudad.  La ciudad conserva aún coches tirados por caballos como recuerdo de las tradiciones coloniales.  También cuenta con sitios históricos que constituyen una fuerte atracción turística. En el centro de la ciudad se encuentra un museo con pertenencias y documentos de Céspedes. También se exhiben ejemplares de El Cubano Libre, primer periódico independiente publicado por él 10 días después de La Demajagua.

## Hechos históricos de importancia
- Toma de Bayamo - 18 y 20 de octubre de 1868.
- Batalla de El Salado - 7-11 de enero de 1869.
- Quema de Bayamo - 12 de enero de 1869.
- Batalla de Peralejo - 13 de julio de 1895.

## Arquitectura
En el centro de la ciudad predominan edificios del siglo XIX y aunque muchos ya han sido reemplazados por otras construcciones, muchas edificaciones de la ciudad poseen la condición de monumento nacional. La iglesia de San Salvador de Bayamo, por ejemplo, construida originalmente en 1613 y la capilla de Dolores (1740), constituyen una muestra importante de lo que ha quedado de la arquitectura colonial.
En el parque central, el principal de la ciudad, se encuentran las estatuas de Carlos Manuel de Céspedes y la de Perucho Figueredo, quién fuera el compositor del himno nacional de Cuba, «Al combate, corred, bayameses…». Otro ejemplo de la arquitectura colonial, lo constituye la antigua casa de Perucho Figueredo, donde hoy se encuentra la Empresa de Correos y que incluye un cibercafé, entre otros servicios de comunicaciones como salas telefónicas internacionales.
Recientemente, la culminación de obras de infraestructura como la Circunvalación Sur y Norte (que enlaza la carretera central con las carreteras hacia Santiago de Cuba, Holguín, Ciudad de La Habana y la ciudad de Manzanillo con la zona costera de la provincia) y la Plaza de la Patria, constituyen importantes ejemplos de desarrollo urbanístico. Así mismo, La ciudad cuenta con un museo de cera, único en la isla de Cuba.

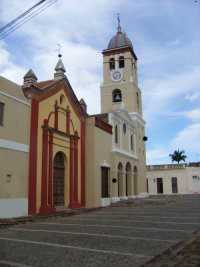
Iglesia de Bayamo.

Los principales Repartos de Bayamo son:
- Manopla (Antiguo Reparto llamado Marianao)
- Camilo Cienfuegos
- Nuevo Bayamo
- Antonio Guiteras
- San Juan
- El Cristo
- Jesús Menéndez
- Siboney
- El Valle
- Latino Americano (Jabaquito)
- Las Caobas
- Roberto Reyes
- Barrio Azul
- Francisco Vicente Aguilera (Tamayito)
- El Golfo
- Micro V
- Aeropuerto Viejo
- Rosa la Bayamesa
- Ciro Redondo
- La Unión
- Viviendas Campesinas
- El Horno de Guisa
- Las Mangas
- La Hacienda
- Pedro Pompa
- Reparto Ojeda
- Izert
- Castro (considerado reparto independiente pero es un barrio perteneciente a Ojeda)
- Cajiga (barrio perteneciente a Roberto Reyes)
- El Polígono
- Mabay
- Julia

## Industria y desarrollo
La ciudad de Bayamo posee un amplio desarrollo industrial, fomentado por la mayoría de las industrias de la provincia, destacando la producción de lácteos, dirigida por la Empresa de Productos Lácteos, y que tiene sus fábricas en el complejo industrial «La Nestlé», la pasteurizadora «El Alba», y la fábrica de leche y sus derivados «La Hacienda». Este conjunto de fábricas tiene prestigio a nivel nacional e internacional, producen más de un centenar de productos derivados de la leche principalmente. En materia sideromecánica, la EMBA, Empresa Mecánica de Bayamo, es una industria subordinada al ministerio de dicho ramal, que se encarga de la producción de piezas mecánicas y máquinas industriales para la agricultura. La Empresa de Bebidas y Refrescos, comercializa productos de la fábrica de refrescos, y la novísima cerveza Bayam.
Otras industrias también se desarrollan en la ciudad, como es el caso del complejo industrial de producción de piensos, y la fábrica de gas licuado y distribución de combustible. La industria farmacéutica tiene su lugar en Bayamo en la fábrica de almohadillas sanitarias, la cual abastece de este implemento prácticamente a las mujeres de la mitad del país. Otra industria de este ramal es la fábrica de líquidos orales. La industria cárnica de Bayamo, procesa en su frigorífico grandes cantidades de carne de cerdo y de res, provenientes de las entendidas que se dedican al desarrollo de estas especies.
La producción de cemento posee su lugar también en la ciudad monumento, el complejo industrial Cemento Cubano, proceso anualmente una cantidad considerable de la producción del producto en el país. En materia de azúcar, se encuentra en Bayamo un central azucarero, que produce también azúcar refinada y alcoholes y bebidas derivadas de la azúcar. Otros complejos industriales que se destacan son los de producción de sacos de almacenamiento «Sakenaf I» y «Sakenaf II». 

## Religión
La diócesis de Santísimo Salvador de Bayamo y Manzanillo tiene una superficie de 8362 kilómetros cuadrados y una población de 829 000 habitantes, de los cuales 222 000 se declaran católicos. Cuenta con 13 sacerdotes y 18 religiosos.

## Hermanamientos
- Puente de Ixtla (México, desde 2000)[4][5]